# Klenzo
Klenzo, cuyo nombre deriva de la palabra en inglés clean, es una empresa chilena de artículos de limpieza. 
Desde 2019 es controlada por la firma peruana Alicorp quien la adquirió a Intradevco Industrial, que la adquirió en 2006 por tres millones de dólares.
Klenzo tiene la patente en Chile de la internacionalmente conocida marca peruana Sapolio.